# Hedychium radiatum
Hedychium radiatum är en enhjärtbladig växtart som beskrevs av Aragula Sathyanarayana Rao och Hajra. Hedychium radiatum ingår i släktet Hedychium och familjen Zingiberaceae. Inga underarter finns listade i Catalogue of Life.